# Liste der Bodendenkmäler in Postmünster
Auf dieser Seite sind die Bodendenkmäler in der niederbayerischen Gemeinde Postmünster zusammengestellt. Diese Tabelle ist eine Teilliste der Liste der Bodendenkmäler in Bayern. Grundlage ist die Bayerische Denkmalliste, die auf Basis des Bayerischen Denkmalschutzgesetzes vom 1. Oktober 1973 erstmals erstellt wurde und seither durch das Bayerische Landesamt für Denkmalpflege geführt wird. Die folgenden Angaben ersetzen nicht die rechtsverbindliche Auskunft der Denkmalschutzbehörde.

## Bodendenkmäler der Gemeinde Postmünster

### Bodendenkmäler in der Gemarkung Gangerbauer
| Lage                   | Objekt                                                                                  | Akten-Nr.     | Bild |
| ---------------------- | --------------------------------------------------------------------------------------- | ------------- | ---- |
| Gangerbauer (Standort) | Abschnittsbefestigung vor- und frühgeschichtlicher bzw. mittelalterlicher Zeitstellung. | D-2-7543-0129 |      |

### Bodendenkmäler in der Gemarkung Neuhofen
| Lage                | Objekt | Akten-Nr.     | Bild |
| ------------------- | --- | ------------- | ---- |
| Neuhofen (Standort) | Verebnetes viereckiges Grabenwerk vor- und frühgeschichtlicher Zeitstellung.                                                                    | D-2-7543-0026 |      |
| Neuhofen (Standort) | Untertägige mittelalterliche und frühneuzeitliche Teile der Katholischen Pfarrkirche Johannis Enthauptung in Neuhofen mit zugehörigem Friedhof. | D-2-7543-0049 |      |

### Bodendenkmäler in der Gemarkung Postmünster
| Lage                   | Objekt | Akten-Nr.     | Bild |
| ---------------------- | --- | ------------- | ---- |
| Postmünster (Standort) | Wasserburgstall des späten Mittelalters und der frühen Neuzeit (Sitz Afterhausen).                                                                                            | D-2-7543-0028 |      |
| Postmünster (Standort) | Untertägige spätmittelalterliche und neuzeitliche Teile der Katholischen Pfarrkirche St. Benedikt in Postmünster mit mittelalterlichem Vorgängerbau und zugehörigem Friedhof. | D-2-7543-0051 |      |
| Postmünster (Standort) | Untertägige Teile der mittelalterlichen Burg und des frühneuzeitlichen Schlosses Thurnstein.                                                                                  | D-2-7543-0053 |      |
| Postmünster (Standort) | Untertägige frühneuzeitliche Siedlungsteile im Bereich der abgegangenen Kaismühle.                                                                                            | D-2-7543-0083 |      |

### Bodendenkmäler in der Gemarkung Schalldorf
| Lage                  | Objekt | Akten-Nr.     | Bild |
| --------------------- | --- | ------------- | ---- |
| Schalldorf (Standort) | Untertägige spätmittelalterliche und frühneuzeitliche Teile der Katholischen Filial- und Wallfahrtskirche St. Leonhard in Gambach mit mittelalterlichem Vorgängerbau und zugehörigem Friedhof. | D-2-7543-0096 |      |
| Schalldorf (Standort) | Untertägige mittelalterliche und frühneuzeitliche Teile der Katholischen Filialkirche St. Martin in Schreihof.                                                                                 | D-2-7543-0102 |      |
| Schalldorf (Standort) | Siedlung vorgeschichtlicher Zeitstellung, unter anderem der Latènezeit sowie des Mittelalters und der frühen Neuzeit.                                                                          | D-2-7543-0127 |      |